# Списки офицерам по старшинству

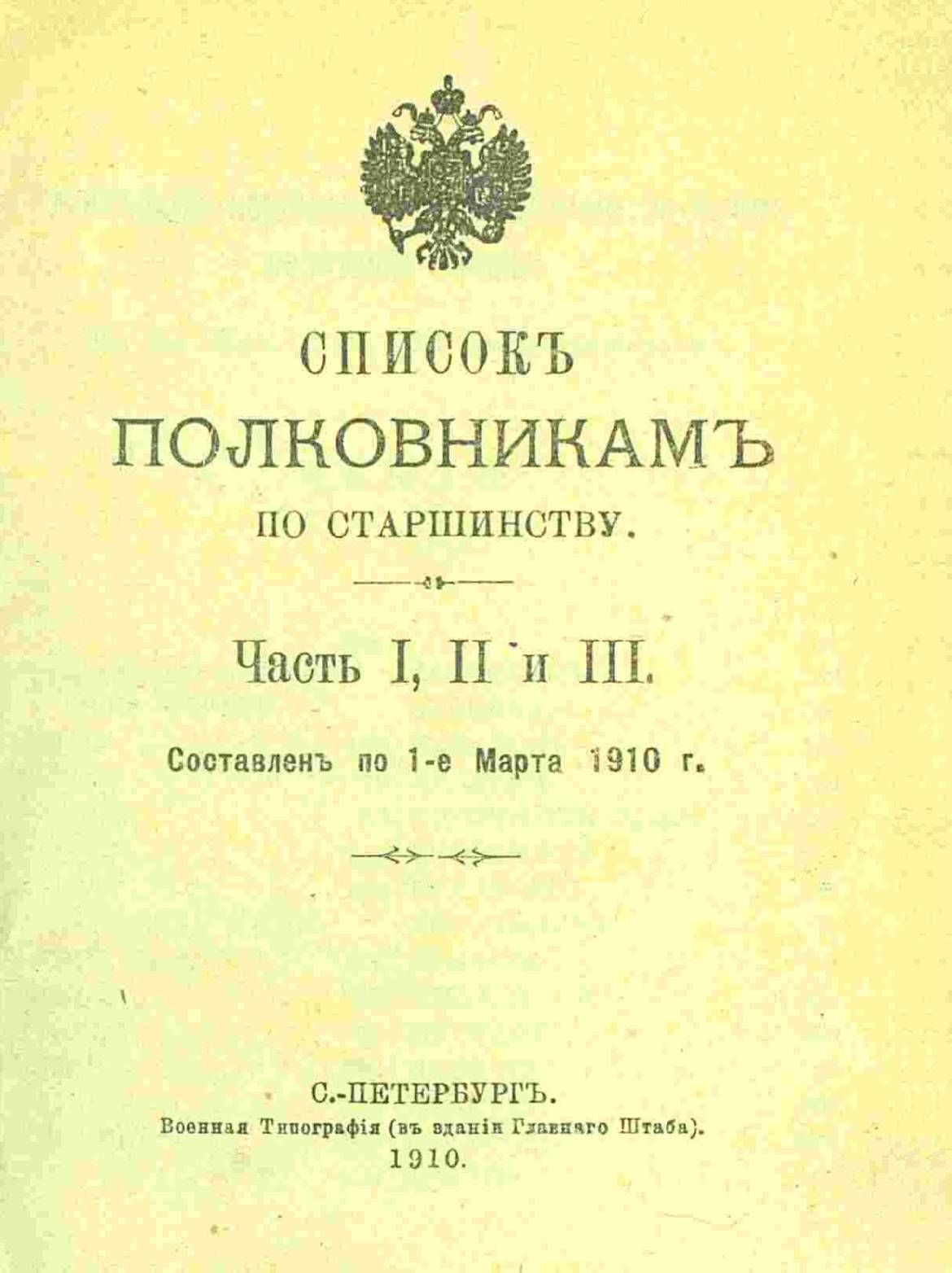
Титульный лист «Списка полковникам... на 1910 год».

В Российской империи в XVIII, XIX и начале XX века издавались списки офицеров по старшинству. В настоящее время списки офицеров по старшинству являются важным источником генеалогической информации. Списки содержат перечни офицеров русской армии на определённую дату и информацию о дате производства в чин, дате производства в офицеры, имеющиеся награды.

### Списки генералам по старшинству
1767—1768
- Список находящимся в штате при войске, в полках гвардии и в артиллерии генералитету и штаб-офицерам на… Спб., 1767—1768.

1769–1796
- Список Воинскому департаменту и находящимся в штате при войске, в полках гвардии, в артиллерии и при других должностях генералитету, шефам и штаб-офицерам, такожде кавалерам Военного ордена и старшинам в иррегулярных войсках на… Спб., 1769—1796.

1797–1800
- Список армейскому генералитету на… Спб… 1797–1800.
  - Списки армейскому генералитету и полковникам: Окт. по 14 число 1797 года, СПб., 1797.
  - Ранговый список генералитету и штаб-офицерам. По 16 апр. 1800 г. Спб., 1800.

1801–1834
- Список генералитету по старшинству на… Спб., 1801-1834.
  - Список генералитету и штаб-офицерам по старшинству. Спб., 1801.

1838–1916
- Список генералам по старшинству на.… Спб., 1838—1916.
  - Списки генералам по старшинству. Исправлено по 11 дек. 1855 г., СПб., 1855

1864–1907
- Списки военным и гражданским чинам первых двух классов по старшинству. СПб., 1864—1907.
  - Списки военным и гражданским чинам первых двух классов по старшинству. Исправлено по дек. 1863 г. , СПб., 1864
  - Списки военным и гражданским чинам первых двух классов по старшинству. Исправлено по янв. 1865 г. , СПб., 1865
  - Списки военным и гражданским чинам первых двух классов по старшинству. Исправлено по 25 янв. 1907 г. , СПб., 1907

### Списки полковникам по старшинству
1817–1827

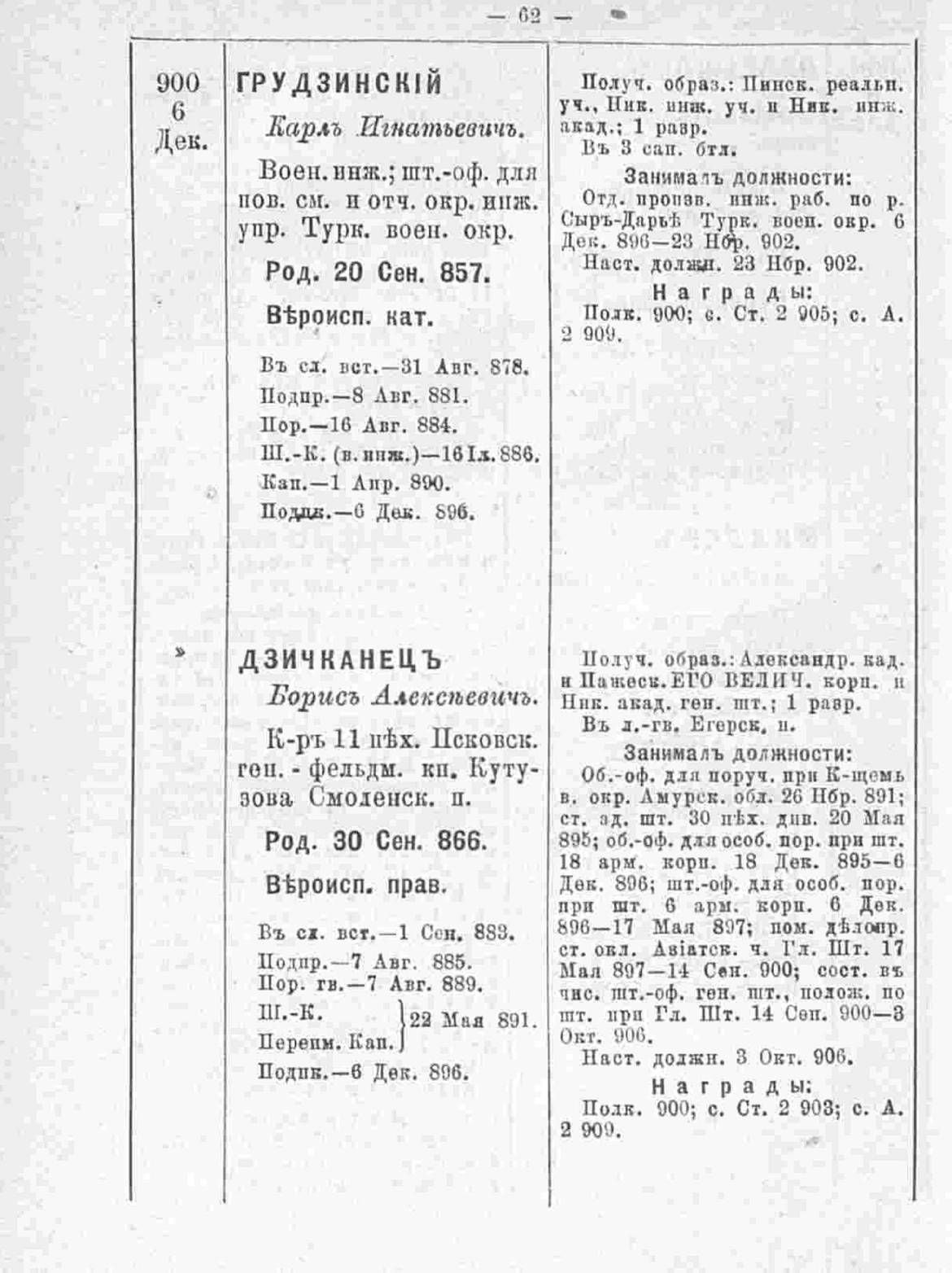
Страница 62 из «Списка полковникам... на 1910 год».

- Список всем полковникам российской армии по старшинству на… Спб., 1817—1827.

1838–1916
- Список полковникам по старшинству на.… Спб., 1838-1916.
  - Список полковникам по старшинству на 1846 год. СПб., 1846.
  - Список полковникам по старшинству на 1903 год. СПб., 1903.
  - Список полковникам по старшинству на 1911 год. СПб., 1911.

### Списки подполковникам по старшинству
- Список подполковникам по старшинству на… СПб., 1838—1914.
  - Список подполковникам по старшинству на 1855 год, СПб., 1855

### Списки майорам по старшинству
- Список майорам по старшинству на… Спб., 1838—1887.
  - Список майорам по старшинству на 1838 год. СПб., 1838.
  - Список майорам по старшинству на 1857 год. СПб., 1857.
  - Список майорам по старшинству на 1864 год. СПб., 1864.

### Списки капитанам по старшинству
- Список по старшинству капитанам гвардейской, полевой и местной артиллерии. (Испр. по 21-е мая 1889 г.)., СПб., 1889
- Список капитанам армейской пехоты по старшинству у (Сост. по 1 ноября 1912 г.), СПб, 1913

### Прочие списки
- Список военным чинам 1-й половины 18-го столетия // Сенатский архив. СПб., 1895. Т. 7. С. 636—811.
- Список армейским офицерам по полкам и батальонам марта дня 1797 года. СПб., 1797.
- Военный список октября 29-го дня 1800 года. СПб., 1800.
- Список генералам, штаб- и обер-офицерам всей российской армии с показанием чинов, фамилий и знаков отличия на… Спб., 1828—1832.
- Список Генерального штаба на… СПб., 1816—1917.
- Список генералов, штаб- и обер-офицеров корпусов морского ведомства, чинов по адмиралтейству и числящихся по корпусам на… СПб., 1834—1910 (за некоторые годы название издания менялось).
- Общий список офицерским чинам Русской императорской армии составлен  по 1-е января 1908 г.. — Военная типография, 1908. — 1100 с., стб. Части I и II.
- Общий список офицерским чинам Русской императорской армии составлен по 1-е января 1909 г.. — Военная типография, 1909. — 1080 с., стб. Части I и II.
- Общий список офицерским чинам Русской императорской армии составлен  по 1-е января 1910 г.. — Военная типография, 1910. — 1123 с. Части I и II.